# X-Ualtez
X-Ualtez es una localidad del municipio de Espita en el estado de Yucatán localizado en el sureste de México.

## Toponimia
El nombre (X-Ualtez) proviene del idioma maya.

## Hechos históricos
- En 1980 cambia su nombre de Xualtes a Xualtez.
- En 1995 cambia a X-Ualtez.

## Demografía
Según el censo de 2010 realizado por el INEGI, la población de la localidad era de 306 habitantes, de los cuales 164 eran hombres y 142 mujeres.